# إمام الصفطاوي
إمام الصفطاوي (1 يوليو 1923 - 14 أبريل 2003) هو ممثل وشاعر غنائي وكاتب أغاني مصري. من أشهر أدواره دور والد الوزير مذكور أبو المجد في فيلم الواد محروس بتاع الوزير.

## حياته ونشأته ومسيرته
ولد إمام عبد الله الصفطاوي في الأول من شهر يوليو سنة 1923 في حي بولاق بالقاهرة، التحق بمدرسة الحقوق (كلية الحقوق جامعة القاهرة حاليا) ولكنه لم يكمل الدراسة، عمل بعدها موظفًا بالسكة الحديد المصرية، ثم حارس مرمى للنادي الأهلي المصري، وبعد استقالته من السكة الحديد، واتجه بعد ذلك إلى كتابة الأغاني للإذاعة والسينما المصرية، كان من بينها أغاني أفلام (قمر 14، دماء على النيل)، وغنى له عبد الحليم حافظ (يا مغرمين، في سكون الليل)  وغيرها وجميعها من ألحان الراحل على اسماعيل. كما غنى له كارم محمود قصيدة بعنوان (على دقة القلب) لحن رياض السنباطي، وغنت له نجاة (على عش الهوى المجروح) وكذلك غنى له محمد عبد المطلب (تسلم ايدين اللي اشترى).

## أعماله

### تمثيل
الخيول
2002 - مسلسل
إمام الدعاة
2002 - مسلسل
جحا المصري
2002 - مسلسل
عفوا هذا حقي
2000 - مسلسل
الواد محروس بتاع الوزير
1999 - فيلم
الحاج أبو المجد فتيحه
التوأم
1997 - مسلسل
عائلة ونيس
1997 - مسرحية
هارون الرشيد
1997 - مسلسل
وجهي القمر
1996 - سهرة تليفزيونية
أبو القاسم الطنبوري وإخوانه
1995 - مسلسل
البراري والحامول
1995 - مسلسل
الزيني بركات
1995 - مسلسل
حكايات مجنونة
1995 - مسلسل
ساكن قصادي ج1
1995 - مسلسل
عظمة يا ست
1995 - مسلسل
قليل من الحب كثير من العنف
1995 - فيلم
هارون
السقوط في بئر سبع
1994 - مسلسل
صبحي
سر الأرض
1994 - مسلسل
عمر بن عبدالعزيز
1994 - مسلسل
الوعد الحق
1993 - مسلسل
ملك الحبشة
العودة والعصفور
1991 - فيلم
الاسطى عبدالكريم
ألف ليلة وليلة
1991 - مسلسل
شارع المواردي ج1
1990 - مسلسل
عبدالراضي
حبيبي الذي لا أعرفه
1989 - مسلسل
رحلة فطوطة السحرية
1989 - مسلسل
فتى الأندلس
1989 - مسلسل
ليالي الحلمية ج2
1989 - مسلسل
يحكى أن
1989 - مسلسل
دوار يا زمن
1988 - مسلسل
رأفت الهجان ج1
1988 - مسلسل
حسين شكري
صابر يا عم صابر
1988 - مسلسل
الطبري
1987 - مسلسل
خمسة خمسة
1987 - مسلسل
سنبل بعد المليون
1987 - مسلسل
شويحي
فرفشة ج2
1987 - مسلسل
الأنصار
1986 - مسلسل
الصورة
1986 - سهرة تليفزيونية
حادي بادي
1986 - مسلسل
زهور من نور
1986 - مسلسل
فرفشة ج1
1986 - مسلسل
آباء وأبناء
1985 - فيلم
رسول الإنسانية
1985 - مسلسل
محمد رسول الله ج5
1985 - مسلسل
مغامرات ميشو
1985 - مسلسل
أجمل الزهور
1984 - مسلسل
الخليل بن أحمد
1984 - مسلسل
عبد الله بن إسحاق
الإمام العادل "عمر بن عبدالعزيز"
1983 - سهرة تليفزيونية
نهاية العالم ليست غدًا
1983 - مسلسل
الأزهر الشريف منارة الإسلام
1982 - مسلسل
حاجب السلطان سليم
الإمام مالك
1980 - مسلسل
ماشي يا دنيا ماشي
1977 - مسلسل
ابن الجبل
0 - مسلسل
الرحمة المهداة
0 - سهرة تليفزيونية
تغريبة بني هلال
0 - مسلسل
جريمة لم ترتكب
0 - سهرة تليفزيونية
جمعية الرفق بالانسان
0 - سهرة تليفزيونية
حب حفظ في الأرشيف
0 - سهرة تليفزيونية
رجال مسلمون الإمام أبو حنيفة
0 - مسلسل
شرفتمونا يا كرام
0 - سهرة تليفزيونية
شيخ الغفر
0 - سهرة تليفزيونية
عاشق الربابة
0 - سهرة تليفزيونية
عبد الله بن مسعود
0 - سهرة تليفزيونية

### تأليف
أبناء الغد ج3
2000 - مسلسل
كلمات الأغاني
أبناء الغد
1999 - مسلسل
كلمات الأغاني
أبناء الغد ج2
1999 - مسلسل
كلمات الأغاني
حرامي واثنين لصوص
1991 - مسرحية
كلمات الأغاني
عذاب الحب
1980 - فيلم
كلمات الأغاني
دماء على النيل
1961 - فيلم
كلمات الأغاني
المنتصر
1952 - فيلم
كلمات الأغاني
انتصار الإسلام
1952 - فيلم
حوار ومؤلف كلمات أغنية الحزن
الأنصار
1986 - مسلسل
مراجعة لغوية

### موسيقى
النسانيس
0 - مسرحية